# Mistrzostwa Świata w Piłce Ręcznej Mężczyzn 2019 (składy)
Artykuł grupuje składy męskich reprezentacji narodowych w piłce ręcznej, które wystąpiły podczas Mistrzostw Świata w Piłce Ręcznej Mężczyzn 2019 rozegranych w Danii i Niemczech od 9 do 27 stycznia 2019 roku.

## Grupa A

### Brazylia
Źródło

### Francja
Źródło

### Korea
Źródło

### Niemcy
Źródło

### Rosja
Źródło

### Serbia
Źródło

## Grupa B

### Bahrajn
Źródło

### Chorwacja
Źródło

### Hiszpania
Źródło

### Islandia
Źródło

### Japonia
Źródło

### Macedonia
Źródło

## Grupa C

### Arabia Saudyjska
Źródło

### Austria
Źródło

### Chile
Źródło

### Dania
Źródło

### Norwegia
Źródło

### Tunezja
Źródło

## Grupa D

### Angola
Źródło

### Argentyna
Źródło

### Egipt
Źródło

### Katar
Źródło

### Szwecja
Źródło

### Węgry
Źródło